# Blue and Red
«Blue and Red» (рус. Синее и красное) — сингл словенской певицы МануЭллы, номер которого был представлен в конкурсе «Евровидение-2016» в Стокгольме. Для участия в конкурсе МануЭлла проходила национальный отбор «EMA». Она исполнила эту песню на конкурсе 12 мая 2016 года, но не прошла с ней в финал.

## Композиция
| №  | Название       | Автор(ы)                                  | Длительность |
| -- | -------------- | ----------------------------------------- | ------------ |
| 1. | «Blue and Red» | Мануэлла Бречко, Марьян Хвала, Леон Облак | 2:57         |

## Позиции в чартах
| Страна              | Высшая позиция |
| ------------------- | -------------- |
| Словения (SloTop50) | 1              |